# 백야항 (여수시)
백야항은 전라남도 여수시 화정면 백야리에 있는 어항이다. 2007년 8월 8일 어촌정주어항으로 지정하여 관리하고 있다. 시설관리자는 여수시장이다.

## 어항 구역
- 수역: 북위 34°36′56″, 동경 127°38′49″의 지점에서 N45°W방향으로 380m점과 이 점에서 S45°W방향으로 육지부를 연결하는 선을 따라 형성된 공유수면[1]

## 어항 시설
- 방파제 334m, 부잔교 1기

## 기본 계획
- 방파제 364m, 부잔교 1기[1]

## 정비 계획
- 방파제 30m[2]

## 주요 어종
- 바지락, 김